# Sant Martí (Barcelona)
Sant Martí ist der zehnte Stadtbezirk der katalanischen Hauptstadt Barcelona. Er liegt im Osten der Metropole und grenzt an die Bezirke Ciutat Vella, Eixample, Horta-Guinardó und Sant Andreu, sowie an die Stadt Sant Adrià de Besòs. Innerhalb der 2.675 Meter Küstenlinie des Bezirks liegen die meisten Badestrände von Barcelona.
Mit 10,52 Quadratkilometern Fläche liegt Sant Martí an vierter und mit 231.855 Einwohnern (2009) an zweiter Stelle unter den Stadtbezirken in Barcelona.

## Geschichte

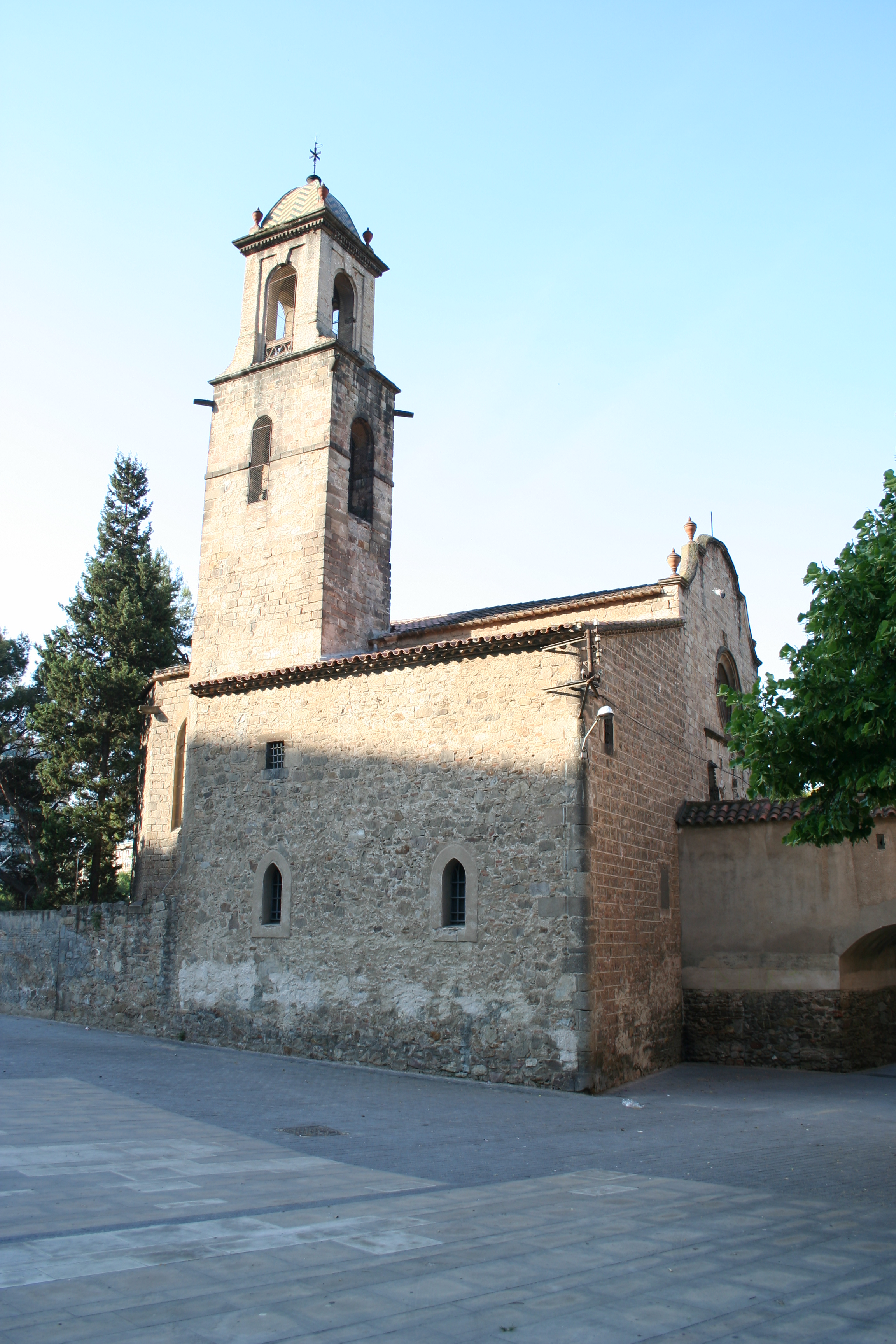
Pfarrkirche Sant Martí de Provençals

Der Name des Bezirks wurde von der Gemeinde Sant Martí de Provençals übernommen. Der Ort war von 1714 bis 1897 selbständig und die erste Pfarrkirche war dem Heiligen Martin von Tours geweiht. Der Namenszusatz de Provençals leitet sich vom lateinischen provincialis ab, mit dem die Römer Gebiete jenseits der Stadtmauern benannten. Das alte Dorf erstreckte sich im Osten der Stadt Barcelona von der Stadtmauer bis zum Fluss Besòs und vom Meer bis zum Berg Carmel.
Mit dem Bau des Bewässerungskanals Rec Comtal, der Wasser aus Montcada nach Barcelona führte, entwickelte sich der Ort ab dem 11. Jahrhundert zunächst nach Norden. Ab Mitte des 17. Jahrhunderts entstanden im Süden auf dem Marschland erste Gewerbebetriebe, die später zu den aktivsten Industriegebieten in ganz Spanien wurden.
Bis 1716 war Sant Martí de Provençals eine Pfarrei unter der Jurisdiktion von Santa Maria del Mar. Bis zur Eingemeindung in die Stadt Barcelona war die Gemeinde selbständig.
Im 18. Jahrhundert entstanden im unteren Bereich von Sant Martí, dem Poblenou, die ersten Industrien. Die Gründe lagen in den geringen Grundstückspreisen, der Verfügbarkeit von Wasser, die Nähe zum Hafen von Barcelona und den sehr niedrigen Steuern. Diese Faktoren führten im 19. Jahrhundert zu einer massiven Ansiedlung von Industriebetrieben: von 1885 bis 1888 erhöhte sich die Zahl der Fabriken von 60 auf 243. Zunächst waren es Mühlen, später auch Textilindustrie, Gerbereien, Ziegeleien, Chemische Industrie und vieles andere. Ende des 19. Jahrhunderts hatte sich das Viertel in einen reinen Industrie- und Arbeiterbezirk gewandelt.

## Stadtviertel innerhalb des Bezirks
Der Bezirk Sant Martí ist in zehn Stadtviertel unterteilt:

Die 10 Stadtviertel von Sant Martí

| Code | Name                                         | Einwohner (2009) | Fläche (ha) | Einwohnerdichte (Personen/ha) |
| ---- | -------------------------------------------- | ---------------- | ----------- | ----------------------------- |
| 64   | El Camp de l'Arpa del Clot                   | 38.917           | 74,2        | 524,7                         |
| 65   | El Clot                                      | 27.562           | 69,6        | 396,0                         |
| 66   | El Parc i la Llacuna del Poblenou            | 13.457           | 111,4       | 120,8                         |
| 67   | La Vila Olímpica del Poblenou                | 9.202            | 94,3        | 97,6                          |
| 68   | Poblenou                                     | 31.433           | 154,5       | 203,5                         |
| 69   | Diagonal Mar i el Front Marítim del Poblenou | 31.433           | 154,5       | 203,5                         |
| 70   | El Besòs i el Maresme                        | 24.527           | 127,4       | 192,5                         |
| 71   | Provençals del Poblenou                      | 19.542           | 110,5       | 176,9                         |
| 72   | Sant Martí de Provençals                     | 26.457           | 74,5        | 354,9                         |
| 73   | La Verneda i la Pau                          | 29.626           | 112,3       | 263,9                         |
| X    | Sant Martí                                   | 231.855          | 1.052,4     | 220,3                         |